# Vesna

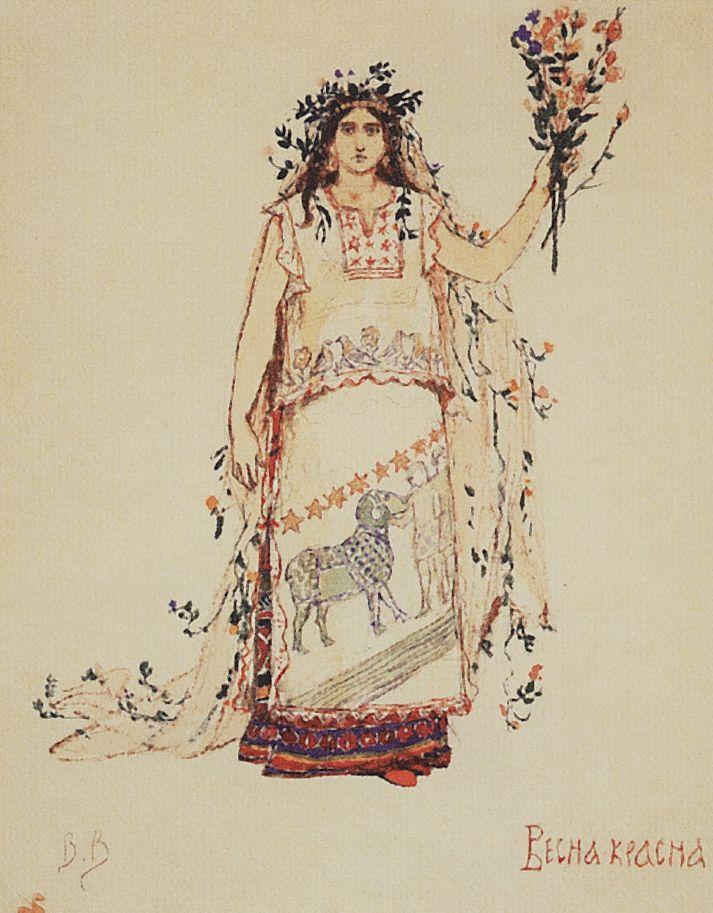
Vesna Krasna ("Hermosa Primavera"), Víktor Vasnetsov, 1885.

Vesna (en cirílico Весна) es un personaje mitológico asociado a la juventud y la primavera en la mitología eslava, particularmente en Croacia, Serbia, Macedonia del Norte y Eslovenia. Junto con su compañero Vesnik, se le asociaba a los rituales que se celebraban en las zonas rurales durante el periodo primaveral.

## Nombre
La palabra "vesna" es la forma poética para referirse a la primavera en las lenguas eslovena, checa y eslovaca, mientras que en ruso, polaco, ucraniano y bielorruso, vesna/wiosna es la palabra literal para "primavera". El mes de febrero se denomina en ocasiones vesnar en lengua eslovena. En serbio, la palabra vesnik ("mensajero", "heraldo") se utiliza para designar a algo que augura o trae la primavera.

## Tradición y folclore
Según la mitología eslovena, unas hermosas mujeres llamadas vesnas vivían en palacios en las altas montañas, donde discutían sobre las cosechas, los destinos de las gentes y otras cuestiones. Sus palacios estaban rodeados por un gran círculo mágico que les impedía salir durante el año, excepto en febrero. Ese mes, a medianoche, bajaban a los valles por los caminos montadas en carros de madera, y sólo las personas con un don innato podían escuchar sus voces. Quien consiguiera colarse en sus palacios en las montañas durante el año podría averiguar lo que ocurriría ese año, pero pobre de él si era sorprendido en el acto por las vesnas.

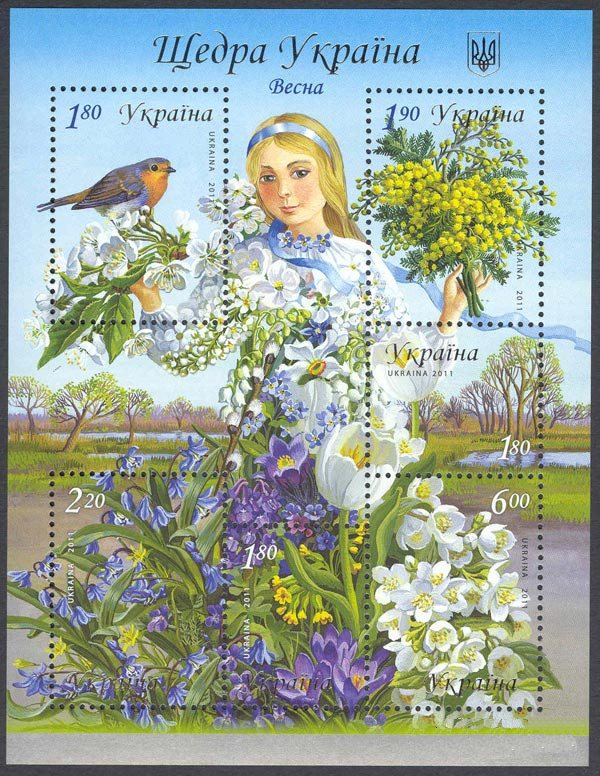
Una vesna en un sello ucraniano de 2011
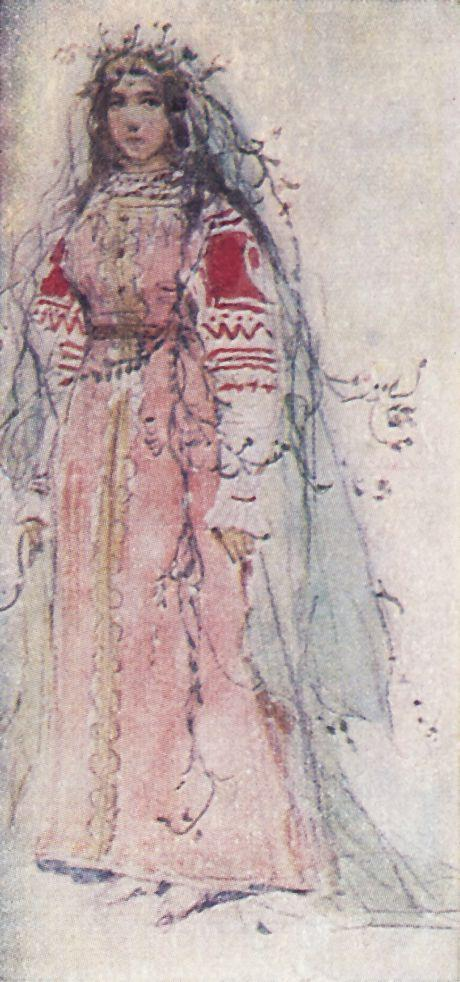
Vesna, Víktor Vasnetsov, 1882